# LAME
Pour les articles homonymes, voir Lame.
LAME est un encodeur open source de fichiers MPEG-1/2 Audio Layer 3 (MP3). Le nom LAME est un acronyme récursif pour « LAME Ain't an MP3 Encoder » (« LAME n'est pas un encodeur MP3 »), bien que la version actuelle soit un encodeur MP3 (voir Histoire et développement). Accessoirement, le mot anglais "lame" signifie "piètre", "foireux", ou encore "bidon". Il n'est donc pas exclu que le choix du nom 'LAME' ait un côté ironique (autodérision).
LAME est reconnu comme étant un des meilleurs encodeurs concernant la qualité des MP3 produits. Dans un test d'écoute publique début 2004, les MP3 encodés par LAME étaient les meilleurs au bitrate de 128 kbit/s comparés à la version originale non-compressée.

## Histoire et développement

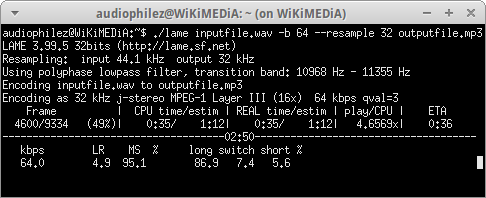
LAME v3.99.5 sous Linux.

Au début, LAME était une série de rustines (patchs) sur le code de démonstration de la norme ISO distribué séparément, ainsi il n'était pas un encodeur à part entière. Le code ISO avait une licence stricte mais était disponible sans frais.
En mai 2000, le projet LAME réécrivit la partie du code ISO en une implémentation nouvelle : les versions de LAME n'eurent alors plus besoin de ce code pour compiler. Puisque les versions actuelles ne sont plus des rustines pour l'encodeur ISO, LAME est donc devenu un encodeur MP3 à part entière et l'acronyme LAME est maintenant inapproprié (un anachronisme).

## Licence
LAME, comme tout encodeur MP3, utilise des algorithmes brevetés par Fraunhofer-Gesellschaft.
Les développeurs ont donc indiqué que le code n'étant disponible que sous forme de code source, il doit seulement être considéré comme une description d'un encodeur MP3 et ne viole ainsi aucun brevet sous cette forme.
En même temps, ils conseillent d'obtenir une licence (en payant une redevance) avant d'utiliser une version compilée de LAME dans un produit.
Le logiciel LAME est distribué sous la Licence publique générale limitée GNU (LGPL). En novembre 2005, à la suite de l'épisode des rootkits Sony, il a été révélé que leur protection anti-copie XCP utilisée sur leur CD Audio utilisait des parties de la bibliothèque LAME sans se conformer aux obligations (notamment la mention de l'utilisation, la diffusion des modifications) de la LGPL.

## Logiciels compatibles LAME

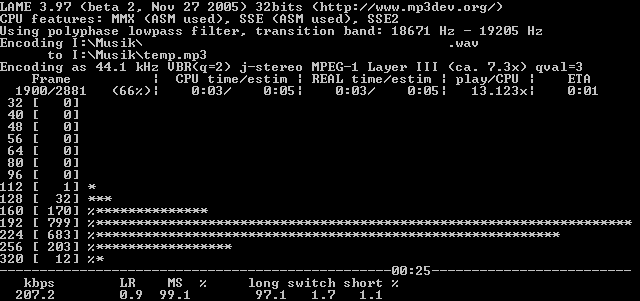
Ligne de commande de LAME

### Linux et compatible
- Grip, une interface pour GNOME
- KAudioCreator, composant de KDE.

### Microsoft Windows
- RazorLame (anciennement RazorBlade), une interface graphique pour Windows de la ligne de commande LAME.
- Lamedrop, interface graphique facile à utiliser, similaire à oggdrop
- winLAME
- Sound Normalizer
- CDex, un extracteur de CD
- Audiograbber, un autre extracteur de CD
- Exact Audio Copy (EAC), un autre extracteur de CD
- foobar2000, un lecteur audio supportant le transcodage avec LAME
- Burrrn, un logiciel de gravure basé sur Cdrdao, utilisant LAME pour le décodage.

### Apple Macintosh
- iTunes-LAME, intègre LAME avec iTunes sur Mac OS X.
- Max, extracteur pour Mac comprenant des fonctionnalités de LAME

### Multiplates-formes
- Audacity, un éditeur audio open-source
- jRipper, une interface graphique en Java.
- Stickloader est une autre interface en Java, permettant l'encodage rapide par glisser-déposer.
- ffmpeg, une collection d'encodeurs et décodeurs audio/vidéo libres.